# Conostomum cleistocarpum
Conostomum cleistocarpum är en bladmossart som beskrevs av Theodor Carl Karl Julius Herzog 1916. Conostomum cleistocarpum ingår i släktet Conostomum och familjen Bartramiaceae. Inga underarter finns listade i Catalogue of Life.